# Damernas höga hopp i simhopp vid olympiska sommarspelen 2016
Damernas höga hopp i simhopp vid olympiska sommarspelen 2016 i Rio de Janeiro ägde rum 17 och 18 augusti i Maria Lenk Aquatics Center.

## Medaljörer
| Event              | Guld          | Silver        | Brons                   |
| 10 meter höga hopp | Ren Qian Kina | Si Yajie Kina | Meaghan Benfeito Kanada |

## Resultat
Finalisterna har grön färg.
| Placering | Simhoppare                | Kval   | Kval      | Semifinal        | Semifinal        | Final            | Final            | Final            | Final            | Final            | Final            |
| Placering | Simhoppare                | Poäng  | Placering | Poäng            | Placering        | Hopp 1           | Hopp 2           | Hopp 3           | Hopp 4           | Hopp 5           | Poäng            |
| --------- | ------------------------- | ------ | --------- | ---------------- | ---------------- | ---------------- | ---------------- | ---------------- | ---------------- | ---------------- | ---------------- |
| 1         | Ren Qian (CHN)            | 385,80 | 2         | 362,40           | 3                | 78,00            | 84,80            | 94,05            | 91,20            | 91,20            | 439,25           |
| 2         | Si Yajie (CHN)            | 397,45 | 1         | 389,30           | 1                | 81,00            | 86,40            | 86,40            | 79,20            | 86,40            | 419,40           |
| 3         | Meaghan Benfeito (CAN)    | 329,15 | 7         | 332,80           | 9                | 81,60            | 78,00            | 79,20            | 76,80            | 73,60            | 389,20           |
| 4         | Paola Espinosa (MEX)      | 313,70 | 13        | 306,45           | 12               | 66,00            | 75,90            | 81,60            | 81,60            | 72,00            | 377,10           |
| 5         | Melissa Wu (AUS)          | 342,80 | 4         | 346,00           | 4                | 73,50            | 72,00            | 75,60            | 81,60            | 66,50            | 368,30           |
| 6         | Roseline Filion (CAN)     | 323,55 | 9         | 336,80           | 7                | 71,40            | 85,80            | 76,50            | 47,85            | 86,40            | 367,95           |
| 7         | Kim Un-hyang (PRK)        | 289,45 | 18        | 343,70           | 5                | 70,50            | 72,00            | 56,10            | 82,50            | 76,80            | 357,90           |
| 8         | Minami Itahashi (JPN)     | 320,20 | 10        | 335,55           | 8                | 73,60            | 58,50            | 69,30            | 72,00            | 83,20            | 356,60           |
| 9         | Nur Dhabitah Sabri (MAS)  | 325,85 | 8         | 307,65           | 11               | 72,00            | 75,20            | 59,40            | 59,40            | 72,00            | 338,00           |
| 10        | Jessica Parratto (USA)    | 346,80 | 3         | 367,00           | 2                | 81,00            | 79,20            | 44,80            | 52,80            | 76,80            | 334,60           |
| 11        | Pandelela Rinong (MAS)    | 332,45 | 6         | 336,95           | 6                | 72,00            | 53,65            | 72,00            | 73,60            | 59,20            | 330,45           |
| 12        | Tonia Couch (GBR)         | 332,80 | 5         | 318,00           | 10               | 64,50            | 67,20            | 52,80            | 72,00            | 67,20            | 323,70           |
| 13        | Katrina Young (USA)       | 313,85 | 12        | 301,45           | 13               | Gick inte vidare | Gick inte vidare | Gick inte vidare | Gick inte vidare | Gick inte vidare | Gick inte vidare |
| 14        | Iuliia Prokoptjuk (UKR)   | 297,95 | 15        | 300,65           | 14               | Gick inte vidare | Gick inte vidare | Gick inte vidare | Gick inte vidare | Gick inte vidare | Gick inte vidare |
| 15        | Brittany O'Brien (AUS)    | 290,30 | 17        | 300,05           | 15               | Gick inte vidare | Gick inte vidare | Gick inte vidare | Gick inte vidare | Gick inte vidare | Gick inte vidare |
| 16        | Hanna Krasnosjlyk (UKR)   | 300,80 | 14        | 295,45           | 16               | Gick inte vidare | Gick inte vidare | Gick inte vidare | Gick inte vidare | Gick inte vidare | Gick inte vidare |
| 17        | Elena Wassen (GER)        | 291,90 | 16        | 276,70           | 17               | Gick inte vidare | Gick inte vidare | Gick inte vidare | Gick inte vidare | Gick inte vidare | Gick inte vidare |
| 18        | Ekaterina Petuchova (RUS) | 317,25 | 11        | 259,50           | 18               | Gick inte vidare | Gick inte vidare | Gick inte vidare | Gick inte vidare | Gick inte vidare | Gick inte vidare |
| 19        | Laura Marino (FRA)        | 289,35 | 19        | Gick inte vidare | Gick inte vidare | Gick inte vidare | Gick inte vidare | Gick inte vidare | Gick inte vidare | Gick inte vidare | Gick inte vidare |
| 20        | Alejandra Orozco (MEX)    | 287,45 | 20        | Gick inte vidare | Gick inte vidare | Gick inte vidare | Gick inte vidare | Gick inte vidare | Gick inte vidare | Gick inte vidare | Gick inte vidare |
| 21        | Maria Kurjo (GER)         | 287,00 | 21        | Gick inte vidare | Gick inte vidare | Gick inte vidare | Gick inte vidare | Gick inte vidare | Gick inte vidare | Gick inte vidare | Gick inte vidare |
| 22        | Ingrid Oliveira (BRA)     | 281,90 | 22        | Gick inte vidare | Gick inte vidare | Gick inte vidare | Gick inte vidare | Gick inte vidare | Gick inte vidare | Gick inte vidare | Gick inte vidare |
| 23        | Sarah Barrow (GBR)        | 277,40 | 23        | Gick inte vidare | Gick inte vidare | Gick inte vidare | Gick inte vidare | Gick inte vidare | Gick inte vidare | Gick inte vidare | Gick inte vidare |
| 24        | Maha Gouda (EGY)          | 276,15 | 24        | Gick inte vidare | Gick inte vidare | Gick inte vidare | Gick inte vidare | Gick inte vidare | Gick inte vidare | Gick inte vidare | Gick inte vidare |
| 25        | Kim Kuk-hyang (PRK)       | 263,20 | 25        | Gick inte vidare | Gick inte vidare | Gick inte vidare | Gick inte vidare | Gick inte vidare | Gick inte vidare | Gick inte vidare | Gick inte vidare |
| 26        | Noemi Batki (ITA)         | 256,90 | 26        | Gick inte vidare | Gick inte vidare | Gick inte vidare | Gick inte vidare | Gick inte vidare | Gick inte vidare | Gick inte vidare | Gick inte vidare |
| 27        | Villő Kormos (HUN)        | 227,70 | 27        | Gick inte vidare | Gick inte vidare | Gick inte vidare | Gick inte vidare | Gick inte vidare | Gick inte vidare | Gick inte vidare | Gick inte vidare |
| 28        | Julia Timosjinina (RUS)   | 212,25 | 28        | Gick inte vidare | Gick inte vidare | Gick inte vidare | Gick inte vidare | Gick inte vidare | Gick inte vidare | Gick inte vidare | Gick inte vidare |